# Josefus
Josefus (hebræisk Yosef ben Matitjahu, latinsk Flavius Iosephus) (37 eller 38 - 100 e.Kr.) var en jødisk historiker fra antikken.
Josefus refererede til sig selv som Jōsēpos Matthiou pais i sine værker på græsk: Josefus (Josef) søn af Matthias. Han deltog i den første jødisk-romerske krig 66-73 e.Kr. og var kommandant i Galilæa over de jødiske tropper, men blev taget til fange af romerne under den senere kejser Vespasian i 67 under forsvaret af byen Yodfat. Josefus kom til kejserhoffet og blev frigivet, efter at Vespasian var blevet kejser i 69. Han antog Flaviernes navn som sit eget efter sædvane for frigivne, og han var nu Vespasians klient.
Josefus er bedst kendt for at have skrevet to af de vigtigste kilder til den jødiske historie og kultur omkring vores tidsregnings begyndelse. Den ene, Den jødiske krig, er en delvis øjenvidneskildring af krigen, der bl.a. førte til Jerusalems ødelæggelse i 70 e.Kr. Den anden er Jødisk forhistorie, som er en uvurderlig kilde til jødedommen og de religiøse strømninger i Judæa i hans samtid; han er fx den ældste ikke kristne kilde, som nævner Johannes Døberen, Jesus og flere af apostlene.

## Den jødiske krig
Den jødiske krig opfattes traditionelt som et bestillingsværk af kejser Titus og derfor som flavisk propaganda; men Josefus skriver om et alvorligt tidspunkt i den jødiske historie, og hans fokus er i højere grad rettet imod jødiske forhold og krigen end mod beskrivelser af Flaviernes gode gerninger. Den danske religionsforsker Per Bilde ser i stedet værket som en appel til de flaviske kejsere om at fastholde den traditionelle romerske tolerance og beskyttelsespolitik over for jøderne, og ifølge ham skrev Josefus uafhængigt af kejseren. Den rosende omtale af Flavierne bunder derfor i, at krigen ikke kun var en personlig triumf for Flavierne, men også den begivenhed, der giver dem magten, så vi må mene, at de ønskede en vis kontrol med det, der blev skrevet om den. Josefus skrev altså det, kejserhuset ville høre, for at kunne fastholde sin tætte forbindelse dertil.
Værket er først og fremmest en skildring af jødernes kamp, men Josefus har også personlige formål med det. Han var selv en aktiv deltager og begik forræderi ved at gå over på romernes side.